# Zelenogradský rajón
Zelenogradský rajón, nebo Zelenohradský městský okruh, rusky Зеленоградский район nebo Зеленоградский городской округ, je rajón v Kaliningradské oblasti v Severozápadním federálním okruhu v západním Rusku. Správním centrem rajónu je Zelenogradsk.

## Osídlení
Jediným městem Zelenogradského regionu je Zelenogradsk a ostatní sídla jsou vesnického typu.

## Vodstvo a Geomorfologie
Zelenogradský rajón se nachází na západě Kaliningradské oblasti a na severu na Kurské kose hraničí s Litvou. Zabírá podstatnou část Sambíjského poloostrova. Vodstvo Zelenogradského rajónu patří do úmoří Baltského moře a jeho zálivů (Viselský záliv (Kaliningradský záliv) na jihu a Kurský záliv na severu) a otevřeného moře. Největší řekou je Nelma (Nelʹma, Нельма).

## Historie
Osídlení oblasti je známé od pravěku a také ve spojitosti s Jantarovou stezkou. V minulosti zde bylo historické území Sambie a Pruska. Po druhé světové válce připadlo území Sovětskému svazu.

## Příroda
Největší atraktivitu má Národní park Kurská kosa, který leží na Kurské kose.

## Galerie

Mapa rajónu
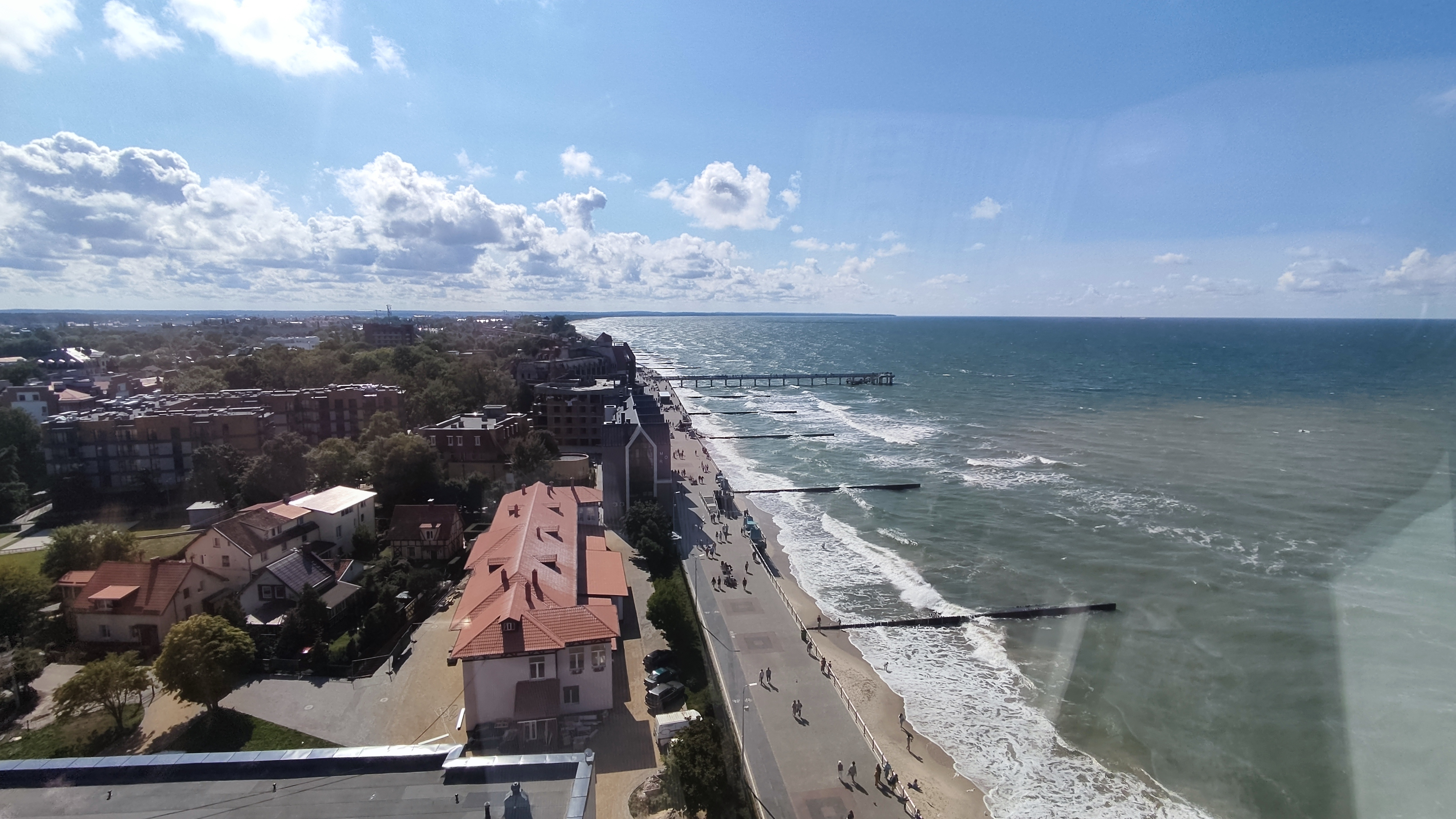
Zelenogradsk (Зеленоградск)
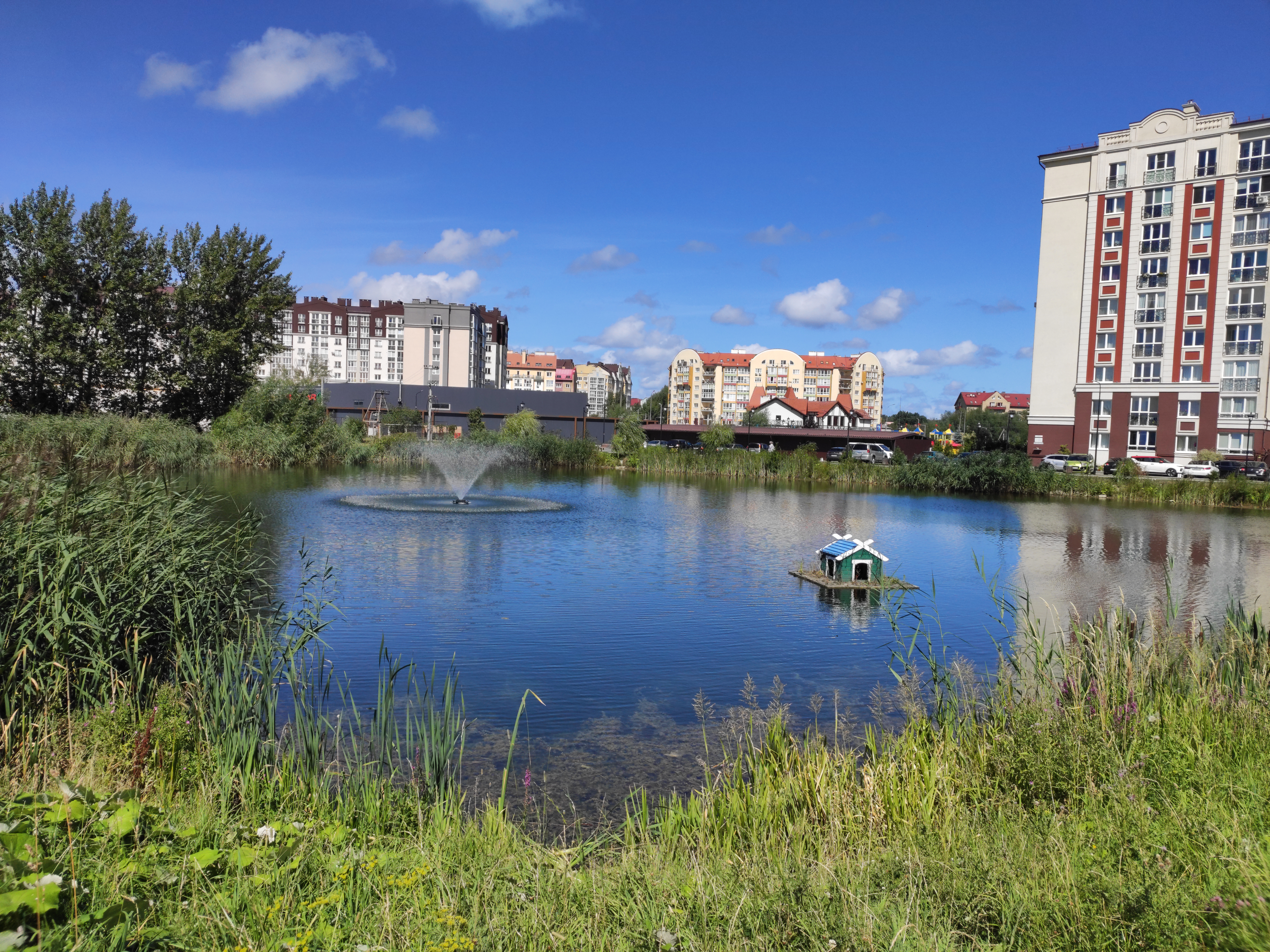
Zelenogradsk (Зеленоградск)
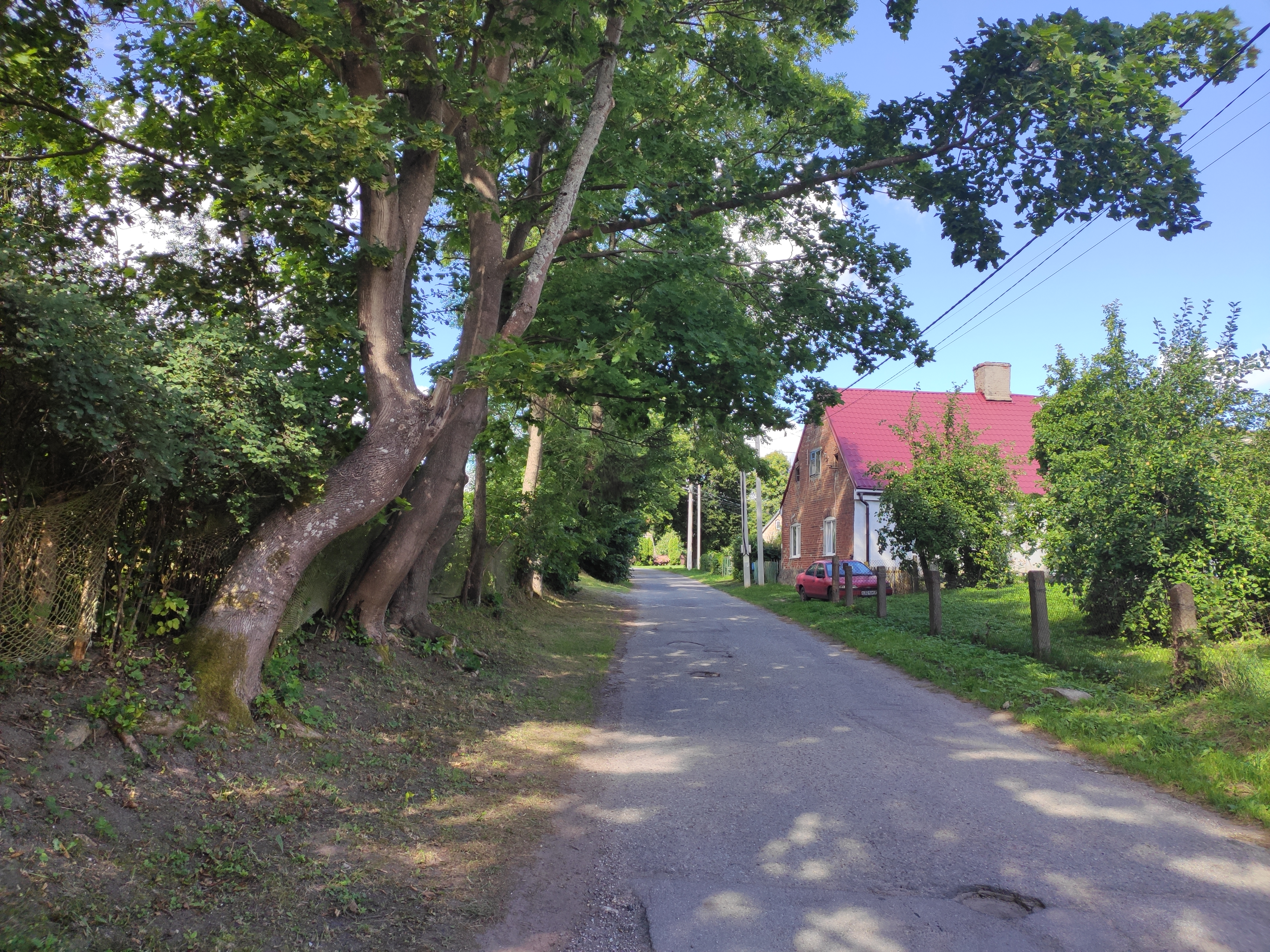
Muromskoye (Муромское)
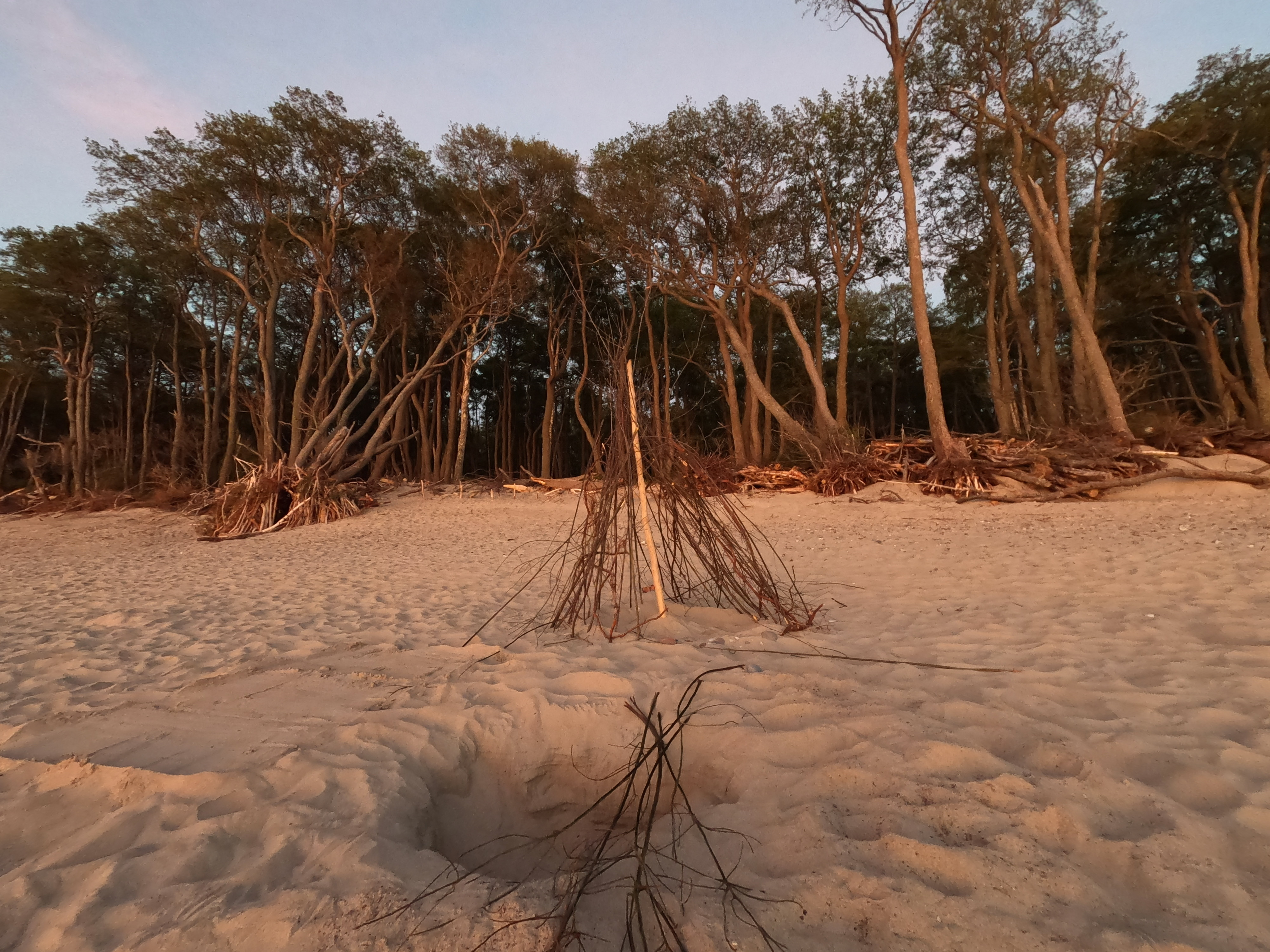
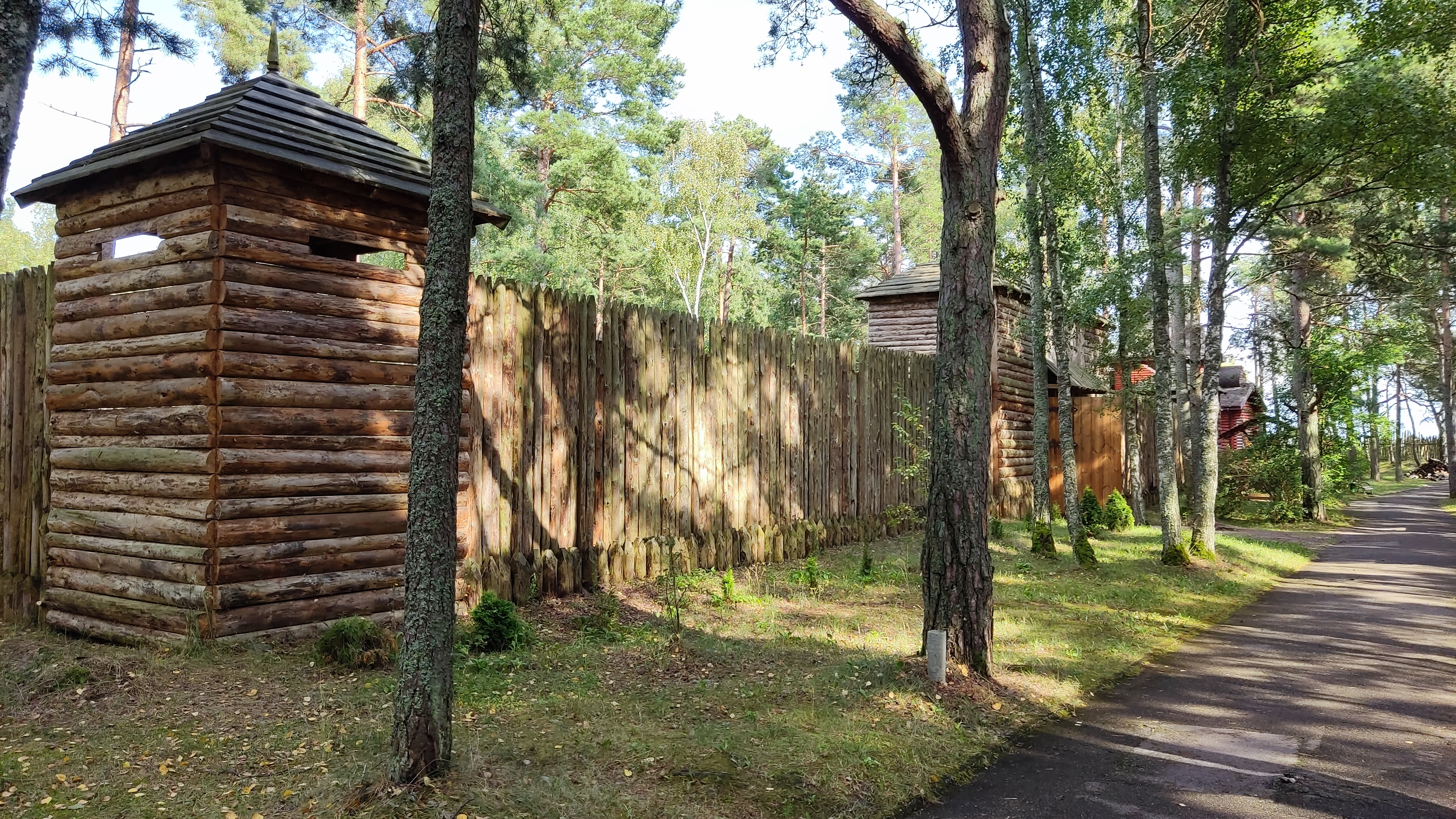
Vikingská vesnice, Muzeum Kuršské kosy (Музей Куршской косы)
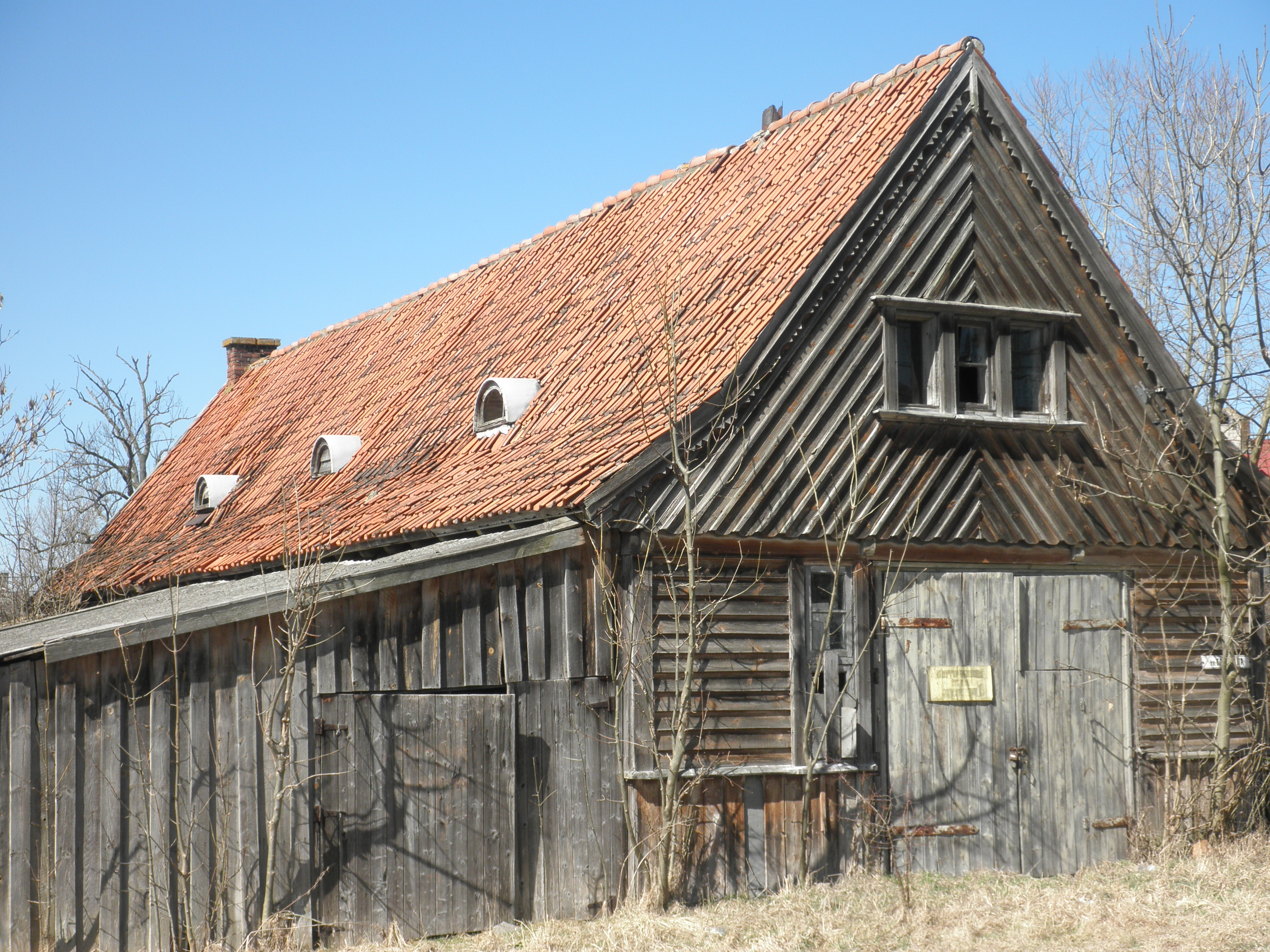
Rybachy (Рыбачий)
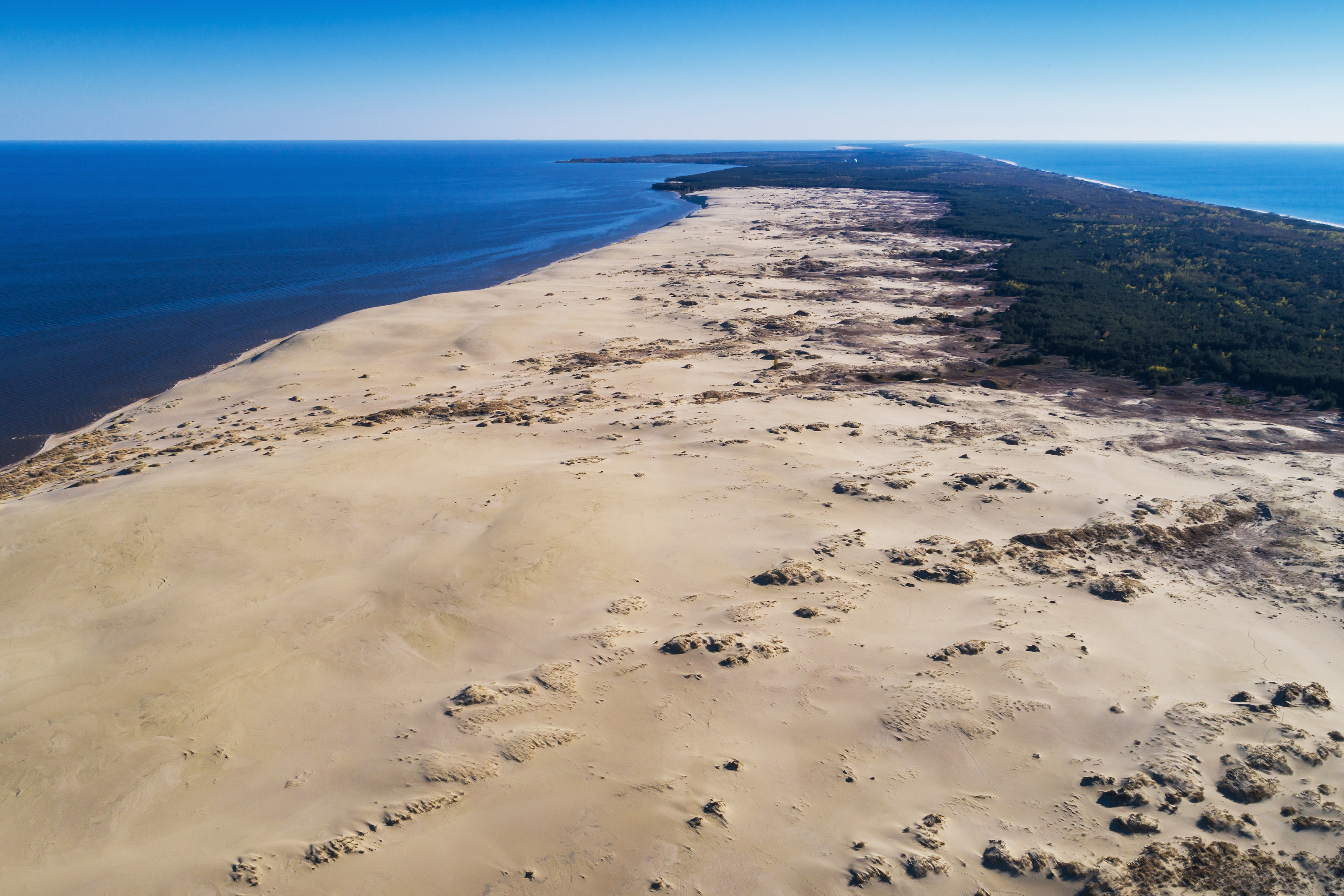
Kuršská kosa